# Куты (Черкасская область)
Куты́ (укр. Кути) — село в Уманском районе Черкасской области Украины.  
Население по переписи 2001 года составляло 499 человек. Почтовый индекс — 20113. Телефонный код — 4748.

## Местный совет
20113, Черкасская обл., Маньковский р-н, с. Куты